# Rybka (szachy)
Rybka – komputerowy program szachowy rozwijany przez mistrza międzynarodowego Vasika Rajlicha.

## O programie
Rybka zajmowała czołowe miejsca w turniejach programów szachowych. W czerwcu 2006 sklasyfikowany na pierwszym miejscu na listach rankingowych (SSDF, CEGT, CCRL, SSFD). Od 10 czerwca 2006 Rybka potrafi wykorzystywać komputery wieloprocesorowe. Dodatkowym atutem jest możliwość prowadzenia analizy na 64-bitowych systemach operacyjnych Windows (np. Windows XP Professional x64 Edition), gdzie osiąga do 60% wyższą wydajność.
Nazwa Rybka (czyli mała ryba) pochodzi z języka czeskiego: powód wyboru tej nazwy autor utrzymuje w tajemnicy. W prasie szachowej pojawiła się wzmianka, że nazwa pochodzi od znaku zodiaku (Ryby) jego żony Iwety - informacja ta nie ma potwierdzenia w oficjalnych źródłach, ale zgadza się z jej datą urodzenia (16 marca).
W marcu 2007 r. Rybka rozegrała mecz z czołowym amerykańskim arcymistrzem, Jaanem Ehlvestem (5. miejsce wśród amerykańskich szachistów na liście rankingowej FIDE na dzień 01.01.2007 z wynikiem 2610 pkt). Sam mecz był wydarzeniem wyjątkowym, ponieważ program każdą z ośmiu partii rozpoczynał białym kolorem, mając jednego piona mniej. Pomimo tej teoretycznie dużej różnicy, mecz zakończył się zdecydowanym zwycięstwem Rybki w stosunku 5½ - 2½. Również w 2007 r. Rybka triumfowała w XV mistrzostwach świata komputerów szachowych. W 2008 r. zorganizowano kolejny mecz programu z arcymistrzem, tym razem był to Roman Dżindżichaszwili, reprezentujący Stany Zjednoczone gruziński imigrant. Spotkanie, w którym człowiek ponownie miał przewagę piona w każdej partii, zakończyło się remisem 4 - 4. Jednakże rewanż (w lipcu 2008) Rybka wygrała 2½ - 1½. We wrześniu tego roku kolejnym przeciwnikiem programu był szwajcarski arcymistrz Wadim Miłow, który zwyciężył w stosunku 4½ - 3½. W październiku 2008 r. Rybka osiągnęła kolejny sukces, zdobywając w Pekinie tytuł mistrza świata programów komputerowych, broniąc tego tytułu w kolejnych XVII mistrzostwach (Pampeluna 2009). W 2010 r. Rybka zwyciężyła w 10th International Computer Chess Tournament w Leiden oraz po raz czwarty z rzędu zwyciężyła w mistrzostwach świata.

### Dyskwalifikacja
W 2011 r. Międzynarodowa Federacja Gier komputerowych (ang. International Computer Games Association – ICGA) przeprowadziła śledztwo, w którym zakwestionowano oryginalność oprogramowania Rybki (które miałoby być wzorowane na programach Crafty i Fruit), w wyniku czego programowi odebrano 4 tytuły mistrzowskie zdobyte w latach 2007–2010 (jak również inne tytuły), a Vasika Rajlicha zdyskwalifikowano dożywotnio od uczestnictwa w mistrzostwach świata programów komputerowych oraz jakichkolwiek zawodów organizowanych przez ICGA.

## Rybka kontra człowiek
| data          | przeciwnik                                    | wersja         | podstawowe warunki | wynik              |
| ------------- | --------------------------------------------- | -------------- | --- | ------------------ |
| 6-8 III 2007  | am Jaan Ehlvest · Stany Zjednoczone           | Rybka 2.3.1 LK | 8 partii, w każdej człowiek miał przewagę jednego piona (za każdym razem innego), wszystkie partie rozpoczynała Rybka, tempo: 45 minut + 10 sekund po każdym posunięciu                                                           | 5½ – 2½ dla Rybki  |
| 5-8 VII 2007  | am Jaan Ehlvest · Stany Zjednoczone           | Rybka 2.3.2a   | 6 partii, w każdej człowiek rozpoczynał białym kolorem, tempo: 90 minut + 30 sek/pos. (Ehlvest), 45 minut + 15 sek/pos. (Rybka)                                                                                                   | 4½ – 1½ dla Rybki  |
| 6-9 VIII 2007 | am Joel Benjamin · Stany Zjednoczone          | Rybka 2.3.2    | 8 partii, w każdej człowiek miał przewagę jednego piona (za każdym razem innego), tempo: 60 minut + 30 sek/pos. | 4½ – 3½ dla Rybki  |
| 26-27 IX 2007 | am Robert Fontaine · Francja                  | Rybka 2.3.2    | 2 partie na równych warunkach, tempo: 25 minut + 10 sek/pos. | 2 – 0 dla Rybki    |
| 3-6 I 2008    | am Joel Benjamin · Stany Zjednoczone          | Rybka 2.3.2    | 8 partii, w każdej człowiek rozpoczynał białym kolorem, tempo: 90 minut + 30 sek/pos., remis w partii liczony był jako zwycięstwo Benjamina                                                                                       | 6 – 2 dla Rybki    |
| 3-7 III 2008  | am Roman Dżindżichaszwili · Stany Zjednoczone | Rybka 2.3.2    | 8 partii, w każdej człowiek miał przewagę jednego piona (za każdym razem innego) i jednego posunięcia oraz rozpoczynał białym kolorem, tempo: 45 minut + 10 sek/pos.                                                              | 4 – 4              |
| 8 VI 2008     | mf John Meyer · Stany Zjednoczone             | Rybka 3        | 4 partie, w każdej człowiek miał przewagę skoczka, wszystkie partie rozpoczynała Rybka, tempo: 30 minut + 30 sek/pos. | 4 – 0 dla Meyera   |
| 6 VII 2008    | mf John Meyer · Stany Zjednoczone             | Rybka 3        | 4 partie, w każdej człowiek miał przewagę jednego piona (za każdym razem f7) i trzech posunięć oraz rozpoczynał białym kolorem, tempo: 30 minut + 30 sek/pos.                                                                     | 3 – 1 dla Rybki    |
| 28 VII 2008   | am Roman Dżindżichaszwili · Stany Zjednoczone | Rybka 3        | 4 partie, w każdej człowiek miał przewagę jednego piona (za każdym razem f7) oraz rozpoczynał białym kolorem, tempo: 30 minut + 20 sek/pos.                                                                                       | 2½ – 1½ dla Rybki  |
| 14-18 IX 2008 | am Wadim Miłow · Szwajcaria                   | Rybka 3        | 8 partii, w nieparzystych Miłow rozpoczynał białymi, I i III - partie "normalne", II, IV, VI i VIII - Miłow miał przewagę jakości (wieży a1 za skoczka b8), V i VII - Miłow miał przewagę piona f7, tempo: 90 minut + 30 sek/pos. | 4½ – 3½ dla Miłowa |

## Autorzy

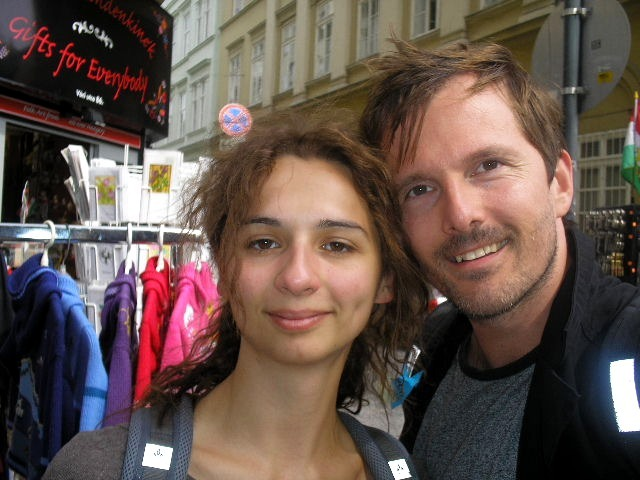
Iweta i Vasik Rajlichowie

- Vasik Rajlich - główny programista
- Larry Kaufman - algorytmy oceniania pozycji
- Iweta Rajlich - testowanie
- Jeroen Noomen - biblioteka otwarć